# Картопля фрі
Карто́пля фрі, або карто́пля, сма́жена у фритю́рі (фр. frites — карто́пля фрі) — шматочки картоплі, обсмажені у великій кількості розпеченої олії (фритюрі). Виготовляється у спеціальних приладах — фритюрницях.
Картопля фрі — популярна страва, що подається у закладах фастфуду (наприклад у McDonald's, Burger King, KFC, Red Rooster). У США відома як «французька картопля» (англ. French fried potatoes, French fries або просто fries), а у Великій Британії, Ірландії та Ізраїлі — як «чипси» (англ. chips).
Картопля фрі подається гарячою, м'якою або хрусткою, і, як правило, їдять як частину обіду чи вечері або як закуску, і вона зазвичай з'являється в меню закусочних, ресторанів швидкого харчування, пабів і барів. Їх часто солять і можна подавати з кетчупом, оцтом, майонезом, томатним соусом або іншими місцевими стравами. Картоплю фрі можна посипати сильніше, як у стравах із путіном або картоплею фрі з сиром чилі. Із солодкої картоплі замість картоплі можна приготувати чипси. Запечений варіант, чипси в духовці, використовує менше олії або зовсім не використовує її.

## Назва
В більшості пострадянських країн, зокрема й в Україні страву називають «Картопля Фрі», де картопля — основний складник страви, а фрі — це скорочення від слова фритюр.
Натомість в історії походження назви «french fries», що поширена в багатьох англомовних країнах, йдеться про те, що коли американські солдати прибули до Бельгії під час Першої світової війни ті хибно подумали, що страва французька, позаяк багато солдатів-бельгійців говорили французькою. 

## Походження
Походження страви собі приписують одразу два народи, французи та бельгійці, також страву могли винайти в Іспанії, оскільки саме вона була першою європейською країною, де з'явився головний складник цієї страви — картопля (її привезли з колоній Нового світу). 

Бельгійський журналіст Жо Жерар стверджував, що сімейний рукопис 1781 року розповідає, що картоплю смажили у фритюрі до 1680 року в долині Маас, у тодішніх Іспанських Нідерландах (сучасна Бельгія):
Мешканці Намюру, Анденна та Дінан мали звичай ловити в Маасі дрібну рибу та смажити, особливо поширеною вона була серед бідних, але коли річка замерзала, і риболовля ставала небезпечною, вони нарізали картоплю у вигляді дрібної риби й клали її у фритюрницю
Щоправда він не показав рукопису, який би підтвердив ці слова. У будь-якому разі теорія неможлива, оскільки сама картопля потрапила в ці краї лише приблизно в 1735 році. Також варто не забувати про грошовий добробут селян у XVIII столітті:
Важко уявити, що селянин міг дозволити собі стільки олії для приготування картоплі. Максимум її могли пасерувати на сковорідці…
Пол Ілегемс, куратор Музею Кратоплі Фрі (фр. Frietmuseum) у Брюгге, вважає, що Свята Тереза з Авілі приготувала першу картоплю фрі, і як доказ також посилається на звичай смаження картоплі в середземноморській кухні.

## Шкода здоров'ю
Картопля фрі посідає 2-ге місце у рейтингу найшкідливіших харчових продуктів завдяки вмісту канцерогенних транс-жирів.